# Lichomolgella
Lichomolgella är ett släkte av kräftdjur. Lichomolgella ingår i familjen Lichomolgidae.
Släktet innehåller bara arten Lichomolgella pusilla.